# Max Scheler
Max Ferdinand Scheler (tiếng Đức: [ˈʃeːlɐ]; 22 tháng 8 năm 1874 - 19 tháng 5 năm 1928) là một triết gia người Đức nổi tiếng với công trình nghiên cứu về hiện tượng học, đạo đức và nhân học triết học. Scheler đã phát triển hơn nữa phương pháp triết học của người sáng lập hiện tượng học, Edmund Husserl, và được gọi bởi Jose Ortega y Gasset là "Adam của thiên đường triết học". Sau khi ông qua đời năm 1928, Martin Heidegger đã khẳng định, với Ortega y Gasset, rằng tất cả các nhà triết học của thế kỷ đều mắc nợ Scheler và ca ngợi ông là "lực lượng triết học mạnh nhất ở Đức hiện đại, ở châu Âu đương đại và trong triết học đương đại. "  Năm 1954, Karol Wojtyła, sau này là Giáo hoàng John Paul II, đã bảo vệ luận án tiến sĩ của mình về "Đánh giá khả năng xây dựng đạo đức Kitô giáo trên cơ sở của hệ thống Max Scheler."

## Cuộc đời và sự nghiệp

### Từ Munich đến Cologne (1874-1919)
Max Scheler được sinh ra tại Munich, Đức vào ngày 22 tháng 8 năm 1874, có cha là người Luther và mẹ là người Do Thái chính thống. Khi còn là thanh thiếu niên, ông đã chuyển sang Công giáo mặc dù ông ngày càng trở nên không quan tâm vào khoảng năm 1921. Sau năm 1921, ông tách mình ra khỏi cộng đồng khỏi Công giáo và Thiên Chúa Judeo-Christian, tự gắn bó mình với nhân học triết học.
Scheler học ngành y tại Đại học Munich. Ông cũng nghiên cứu triết học và xã hội học dưới sự hướng dẫn của Wilhelm Dilthey, Carl Stumpf và Georg Simmel tại Đại học Berlin. Ông nhận bằng tiến sĩ năm 1897 tại Munich với luận án mang tên Beiträge zur Feststellung der Beziehungen zwischen den logischen und ethischen Prinzipien. Ông đã có được sự chữa lành của mình vào năm 1899 tại Đại học Jena với một luận án mang tên Die transzereeale und die psychologische Methode, với thầy hướng dẫn Rudolf Eucken, và trở thành Privatdozent ở đó vào năm 1901. Trong suốt cuộc đời của mình, Scheler đã rất quan tâm đến triết lý của chủ nghĩa thực dụng Mỹ (Eucken đã viết thư trao đổi chúng với William James).
Ông dạy tại Jena từ 1900 đến 1906. Từ năm 1907 đến 1910, ông giảng dạy tại Đại học Munich, nơi nghiên cứu về hiện tượng học của Edmund Husserl. Scheler lần đầu tiên gặp Husserl tại Halle vào năm 1902. Tại Munich, Franz Brentano, giáo viên riêng của Husserl vẫn đang giảng bài và Scheler tham gia Vòng tròn Hiện tượng học ở Munich, tập trung quanh M. Beck, Th. Conrad, J. Daubert, M. Geiger, Dietrich von Hildebrand, Theodor Lipps và Alexander Pfänder. Scheler chưa bao giờ là học sinh của Husserl và nói chung, mối quan hệ của họ vẫn căng thẳng. Scheler, trong những năm sau đó, tỏ ra chê bai với các tác phẩm Tìm hiểu logic (1900-1901) và Ý tưởng I (1913) của Husserl, và ông cũng có nhiều dè dặt về tác phẩm Hiện hữu và thời gian của Martin Heidegger. Do vấn đề cá nhân, ông đã bị cuốn vào cuộc xung đột giữa trường đại học Công giáo và truyền thông xã hội chủ nghĩa địa phương, dẫn đến việc bị mất vị trí giảng dạy tại Munich năm 1910. Từ năm 1910 đến 1911, Scheler giảng dạy trong thời gian ngắn tại Hiệp hội triết học Gottingen, nơi ông làm quen và kết bạn với Theodore Conrad, Hedwig Conrad-Martius (một nhà bản thể học và vợ của Conrad), Moritz Geiger, Jean Hering, Roman Ingarden, Dietrich Husserl, Alexandre Koyré và Adolf Reinach. Edith Stein là một trong những sinh viên của mình, bị ấn tượng do Scheler đã tỏ ra "vượt ra ngoài triết học". Sau đó, ông chuyển đến Berlin với tư cách là một nhà văn không bị ràng buộc và xây dựng quan hệ gần gũi với Walther Rathenau và Werner Sombart.
Scheler đã có một ảnh hưởng đáng chú ý đối với giới Công giáo cho đến ngày nay, bao gồm cả học trò của ông Stein và Giáo hoàng John Paul II, người đã viết Habilitation và nhiều bài viết về triết lý của Scheller. Cùng với các nhà hiện tượng học khác ở Munich như Reinach, Pfänder và Geiger, ông đồng sáng lập tạp chí nổi tiếng Jahrbuch für Philosophie und phänomenologische Forschung vào năm 1912, với Husserl là biên tập viên chính.
Khi cuộc hôn nhân đầu tiên của ông, với Amalie von Dewitz, đã kết thúc bằng ly dị, Scheler kết hôn với Märit Furtwängler vào năm 1912, là em gái của nhạc trưởng nổi tiếng Wilhelm Furtwängler. Trong Thế chiến thứ nhất (1914-1918), Scheler ban đầu được gọi vào lính nhưng sau đó bị thải ra vì chứng loạn thị. Ông đã nhiệt tình bảo vệ cho cả cuộc chiến tranh và sự nghiệp của Đức trong cuộc xung đột. Sự chuyển đổi của ông sang Công giáo có từ thời kỳ này. 
Năm 1919, ông trở thành giáo sư triết học và xã hội học tại Đại học Cologne. Ông ở đó đến năm 1928. Đầu năm đó, Scheler chấp nhận một vị trí mới tại Đại học Frankfurt. Ở đó, ông mong muốn được trò chuyện với Ernst Cassirer, Karl Mannheim, Rudolph Otto và Richard Wilhelm, tất cả những người này đôi khi được nhắc đến trong các tác phẩm của ông. Năm 1927 tại một hội nghị ở Darmstadt, gần Frankfurt, do Hermann Keyserling sắp xếp, Scheler đã có một bài giảng dài mang tên 'Vị trí đặc biệt của con người' (Die Sonderstellung des Menschen), được xuất bản sau đó dưới dạng viết tắt là Die Stellung des Menschen im Kosmos [nghĩa đen: 'Vị trí của con người trong vũ trụ']. Phong cách hùng biện và kỹ năng trò chuyện nổi tiếng của ông đã làm say đắm khán giả của ông trong khoảng bốn giờ.

### Những năm cuối (1920-1928)
Đến cuối đời, ông nhận nhiều lời mời từ Trung Quốc, Ấn Độ, Nhật Bản và Nga. Theo lời khuyên của bác sĩ, ông đã hủy đặt phòng trên Star Line đến Hoa Kỳ.
Tại thời điểm Scheler ngày càng tập trung vào phát triển chính trị. Ông đã gặp nhà di cư-triết gia người Nga Nikolai Berdyaev tại Berlin năm 1923. Scheler là học giả duy nhất về cấp bậc của tầng lớp trí thức Đức khi đó đã đưa ra cảnh báo trong các bài phát biểu trước công chúng vào đầu năm 1927 về những nguy cơ của phong trào xã hội chủ nghĩa quốc gia đang phát triển và chủ nghĩa Marx. "Chính trị và đạo đức", "Ý tưởng về hòa bình vĩnh cửu và chủ nghĩa hòa bình" là những chủ đề của các cuộc đàm phán mà ông đã đưa ra ở Berlin vào năm 1927. Trong phân tích của ông về chủ nghĩa tư bản Scheler lập luận chủ nghĩa tư bản là một hệ tư duy tính toán, tăng trưởng toàn cầu, chứ không phải là một hệ thống kinh tế. Trong khi chủ nghĩa tư bản kinh tế có thể có một số nguồn gốc từ chủ nghĩa Calvin khổ hạnh (x. Tuy nhiên, Max Weber), được cho là rất có tâm, được Scheler lập luận rằng nó có nguồn gốc từ sự giận dữ trong tiềm thức, hiện đại như thể hiện nhu cầu ngày càng tăng đối với tài chính và chứng khoán khác, để bảo vệ và bảo vệ cá nhân cũng như quản lý hợp lý tất cả thực thể. Tuy nhiên, sự phụ thuộc của giá trị của cá nhân đối với tư duy này là lý do đủ để Max Scheler tố cáo nó và phác thảo và dự đoán một kỷ nguyên văn hóa và giá trị hoàn toàn mới, mà ông gọi là 'Kỷ nguyên điều chỉnh thế giới'.
Scheler cũng ủng hộ một trường đại học quốc tế được thành lập ở Thụy Sĩ vào thời điểm đó ủng hộ các chương trình như ' giáo dục thường xuyên ' và về những gì ông dường như là người đầu tiên gọi là ' Hoa Kỳ của Châu Âu '. Ông đánh bật khoảng cách tồn tại ở Đức giữa sức mạnh và tâm trí, một khoảng trống mà ông coi là nguồn gốc của một chế độ độc tài sắp xảy ra và là trở ngại lớn nhất đối với việc thiết lập nền dân chủ Đức. Năm năm sau khi ông qua đời, chế độ độc tài phát xít (1933-1945) đã ngăn cấm việc phổ biến các tác phẩm và tư tưởng của Scheler.

## Tác phẩm
- Zur Phänomenologie und Theorie der Sympathiegefühle und von Liebe und Hass, 1913
- Der Genius des Kriegs und der Deutsche Krieg, 1915
- Der Formalismus in der Ethik und die materiale Wertethik, 1913 - 1916
- Krieg und Aufbau, 1916
- Die Ursachen des Deutschenhasses, 1917
- Vom Umsturz der Werte, 1919
- Neuer Versuch der Grundlegung eines ethischen Personalismus, 1921
- Vom Ewigen im Menschen, 1921
- Probleme der Religion. Zur religiösen Erneuerung, 1921
- Wesen und Formen der Sympathie, 1923 (neu aufgelegt als Titel von 1913: Zur Phänomenologie...)
- Schriften zur Soziologie und Weltanschauungslehre, 3 Bände, 1923/1924
- Die Wissensformen und die Gesellschaft, 1926
- Der Mensch im Zeitalter des Ausgleichs, 1927
- Die Stellung des Menschen im Kosmos, 1928
- Philosophische Weltanschauung, 1929
- Logik I. (Fragment, Korrekturbögen). Amsterdam 1975

## Sách tham khảo
- Barber, Michael (1993). Guardian of Dialogue: Max Scheler's Phenomenology, Sociology of Knowledge, and Philosophy of Love. Lewisburg: Bucknell University Press. 205 pages. ISBN 0-8387-5228-4.

- Blosser, Philip (1995). Scheler's Critique of Kant's Ethics. Athens, Ohio: Ohio University Press. 221 pages. ISBN 0-8214-1108-X.

- Deeken, Alfons (1974). Process and Permanence in Ethics: Max Scheler's Moral Philosophy. New York: Paulist Press. 282 pages. ISBN 0-8091-1800-9.

- Frings, Manfred S. (1965). Max Scheler: A concise introduction to the world of a great thinker. Pittsburgh, Pennsylvania: Duquesne University Press. 223 pages.

- Frings, Manfred S. (1969). Person und Dasein: Zur Frage der Ontologie des Wertseins. Den Haag: Martinus Nijhoff. 118 pages.

- Frings, Manfred S., editor (1974). Max Scheler (1874-1928): centennial essays. The Hague: Nijhoff. {{Chú thích sách}}: |first= có tên chung (trợ giúp)Quản lý CS1: nhiều tên: danh sách tác giả (liên kết) 176 pages.

- Frings, Manfred (1997). The Mind of Max Scheler: The first comprehensive guide based on the complete works. Milwaukee, Wisconsin: Marquette University Press. 324 pages. ISBN 0-87462-613-7. 2nd ed., 2001.

- Frings, Manfred (2003). Life-Time. Springer. 260 pages. ISBN 1-4020-1333-7. 2nd ed., 2001.

- Kelly, Eugene (1977). Max Scheler. Chicago: Twayne Publishers. 203 pages. ISBN 0-8057-7707-5.

- Kelly, Eugene (1997). Structure and Diversity: Studies in the Phenomenological Philosophy of Max Scheler. Boston: Kluwer. 247 pages. ISBN 0-7923-4492-8.

- Nota, John H., S.J. (1983). Max Scheler: The Man and His Work. translated by Theodore Plantinga and John H. Nota. Chicago: Franciscan Herald Press.{{Chú thích sách}}:  Quản lý CS1: nhiều tên: danh sách tác giả (liên kết) 213 pages. ISBN 0-8199-0852-5. (Original Dutch title: Max Scheler: De man en zijn werk)

- Ranly, Ernest W. (1966). Scheler's Phenomenology of Community. The Hague: Martinus Nijhoff. 130 pages.

- Schneck, Stephen F. (1987). Person and Polis: Max Scheler's Personalism and Political Theory. Albany: State University of New York Press. 188 pages. ISBN 0-88706-340-3.

- Spader, Peter (2002). Scheler's Ethical Personalism: Its logic, Development, and Promise. New York: Fordham University Press. 327 pages. ISBN 0-8232-2178-4.